# Парадигма ефектів медіа
Парадигма ефектів — підхід до вивчення комунікаційних явищ, що сформувався в межах американської соціології 30-х років. В основі даного підходу лежить міркування, що мас-медіа, обмежені системою соціальних інститутів, не втрачають своєї автономії, а тому здатні здійснити лише частковий вплив на свідомість і поведінку публіки, гетерогенної соціокультурної і диференційованої за мірою включеності до комунікації. Парадигма ефектів за своєю природою протиставляється парадигмі тотального впливу.

## Історія
В американській соціології на початку 30-х років починає формуватися принципово новий підхід до вивчення макрокомунікаційних явищ і процесів — «парадигма ефектів» мас-медіа, що стала на заміну міркуванням про тотальний вплив медіа як всемогутнього механізму формування ціннісної системи суспільної свідомості, соціальної структури та порядку і людської індивідуальності. Із переходом до емпіричного дослідження, в межах галузі масової комунікації з'явилась ланка досліджень присвячених медійним впливам (Блюмер,1933; Блюмер і Гаузер, 1933; Петерсон і Турсон, 1933), що стосувались відстеження медіа ефектів на дітей та молодь. Лазарсфельд та інші (1944), Берельсон та інші (1954) популяризували традицію дослідження ефективності опосередкованого впливу демократичних виборчих кампаній в США. Відповідна дослідницька робота заклала початок вивчення комплексного впливу засобів масової комунікації на індивіда. В класичній роботі П. Лазерсфельда «Вибір народу» відсутнє розмежування різних медіа-каналів із урахуванням їх специфіки та змісту посилань, відповідним чином увага в дослідженні була зміщена в бік кінцевого результату комунікативного акту, його когнітивного і поведінкового ефектів. Із удосконалення дослідницьких методів розширення зазнала і галузь вивчення медійних ефектів, з'явилась гіпотеза диференціації медіа-впливів відповідно до соціальних і психологічних характеристик; специфіки особистісних контактів та соціального довкілля, а також мотивів використання медіа. Підсумком англо-американських комунікаційних досліджень 30-50-х років стала праця Дж. Клаппера «Вплив масових комунікацій» (1960), в якій автор робить наступний висновок: «Масова комунікація, зазвичай, не є неодмінною або достатньою причиною впливу на аудиторію, а функціоную, радше, через низку проміжних факторів». Така позиція стосовно відсутності безпосереднього зв'язку між стимулом від медіа і реакцією на нього аудиторії спричинило певний застій в дослідженнях ефективності медіа, але в майбутньому надала поштовх до вивчення опосередкованого впливу.
Під час нового етапу досліджень відбулось зміщення уваги в бік довгострокової змінної та пізнання, певних колективних явищ, таких як громадська думка, структура переконання, ідеологія, культурні зразки й інституційні форми медійного забезпечення. Подальша дослідницька робота вже ґрунтувалась на перегляді нових теорій впливу та модифікації попередньої моделі прямого медіа-впливу.

## Типологізація ефектів масової комунікації за Мак-Квейлом[4]
Деніс Мак-Квейл в своїй праці «Теорія масових комунікацій» пропонує наступну типологізацію виявів ефектів масової комунікації. Загалом дослідник говорить, що весь простір підходів до вивчення ефектів може бути розподілено за допомогою двох висей координат: довгострокові та короткострокові ефекти; умисні та несвідомі.
- Пропаганда — умисне і систематичне маніпулювання пізнанням та поведінкою задля отримання результату бажаному намірові пропагандиста.
- Індивідуальна реакція — процес, в якому особи змінюються та протистоять зміні, піддаючись впливу повідомлення.
- Медійна кампанія — ситуація, в якій використовуються медійні повідомлення задля переконання або інформування населення.
- Навчання з новин — короткостроковий пізнавальний вплив новин мас-медіа.
- Рамкування (фреймінг) — описує вплив на громадськість новин, інтерпретативних рамок і технологій піару, що контекстуалізують повідомлення та репортажі про події.
- Індивідуальна реакція (незапланована) — незаплановані та непередбачені наслідки впливу медійного стимулу на людину.
- Колективна реакція — багато людей одночасно переживають індивідуальні впливи. Наприклад, страх, тривога.
- Розвиткова комунікація — заплановане застосування комунікації для довгострокового розвитку.
- Поширення нововведень — поширення технологічних нововведень серед населення.
- Соціалізація — внесок медіа у вивчення і засвоєння норм, значень та сподівань щодо поведінки, соціальних ролей тощо.
- Соціальний контроль — підтримка стабільності складеного соціального порядку.
- Інституційні зміни — результат незапланованого пристосування існуючих інститутів до розвитку засобів масової комунікації.
- Вплив на результати подій — розв'язання головних питань, що пов'язані із життям суспільства — війна, мир тощо.
- Культурні зміни — трансформації у взірцях цінностей, поведінки, символічних форм, що властиві окремим соціальним групам чи суспільству в цілому.

## Модель Лассвела

### Концепт та його застосування
Комунікативна модель Лассвела лінійно описує та структурує акт комунікації через визначення того, хто говорить, що говорить, яким каналом, кому та з яким ефектом. Формула загалом визначається як односпрямована, а комунікація відображається у вигляді прямого впливу медійного повідомлення на реципієнта, що виступає лише як об'єкт, за принципом: стимул–реакція. Дана модель була запропонована американським політологом та теоретиком комунікації Гарольдом Лассвелом у 1948 р. у праці «The Structure and Function of Communication in Society»
|  | Найзручніший засіб описати акт комунікації— це відповісти на наступні запитання: Хто? Говорить Що? Яким Каналом? Кому? З яким Ефектом? |

1. Компонент комунікації «Хто?» вивчається за допомогою «аналізу контролю та власності». Дослідники, що займаються вивченням питання «Хто?», а саме комунікатора, акцентують увагу на факторах, що ініціюють та направляють акт комунікації.
2. Говорить Що? Вивчається за допомогою «контент-аналізу» і концентрує увагу саме на повідомленні, що презентується в медіа.
3. Яким каналом? Повідомлення може бути передане до споживача через різні медіа-канали (радіо, телебачення, паперові видання тощо). Для вивчення цього компоненту застосовується «медіа-аналіз». Вибір того чи іншого каналу мас-медіа залежить від контенту повідомлення, його призначення, цільової аудиторії тощо.
4. Кому? Увага сконцентрована саме на особливостях аудиторії задля досягнення ефективного комунікативного акту. У дослідженні компоненту «Кому?» застосовується «аналіз аудиторій» та вивчається характерні риси цільової аудиторії відповідного повідомлення, від гендеру та віку до соціального статусу та смаків.
5. З яким ефектом? Вивчення наслідків акту масової комунікації, а саме те, як конкретні повідомлення впливають на їх реципієнтів. Для дослідження даного компоненту застосовується аналіз ефектів".

### Критика моделі Лассвела
- Немає зворотного зв'язку. Лінійна модель обмежена лише поясненням як медіа-повідомлення від комунікатора досягає реципієнта і в той же час не звертає уваги на те, що реципієнт так само може впливати на комунікатора, тобто дає зворотній зв'язок. Реальний процес комунікації передбачає двосторонній процес (передачі та отримання інформації між комунікатором та аудиторією);
- Ігнорування шуму;
- Не звертає уваги на бар'єри, що можуть виникати в комунікаційному процесі;
- Надмірно загальна та спрощена.

### Розширення моделі Лассвела (Бреддок)
Річард Бреддок у 1956 році запропонував розширення моделі Лассвелла та визначив сім аспектів комунікативного процесу. До формули Лассвелла було додано 2 нових компоненти:
- Хто? (комунікатор як особистість/як представник групи)
- Говорить Що? (повідомлення, вивчається з двох аспектів: зміст та презентація)
- Кому? (аудиторія)
- За яких обставин?
  - Час. (Чи є факти, судження, висновки релевантними тільки до теперішнього часу, чи для минулого та майбутнього також? Чи буде вважатись щось хорошим та правильним зараз, що вважалось таким в минулому?)
  - Оточення. (Чи впливає аудиторія на повідомлення? Чи зміниться ефект комунікативного акту через зміну обставин за яких подається повідомлення? Який вплив здійснюють зовнішні декорації, світло, музика, події тощо?)
- Яким каналом?
- З якою метою?
  - Мотив комунікатора умисний чи несвідомий?
  - Мета комунікатора є явною, латентною чи стає явною з часом?
  - Що є на меті у комунікатора: передати інформацію, висловити почуття та ставлення, викликати відповідні почуття в аудиторії чи спонукати до дії?
- З яким ефектом? (результат)

## Модель Шеннона—Вівера
Комунікаційна модель Шеннона—Вівера була запропонована двома американськими вченими Клодом Шенноном та Вареном Вівером у 1948 році в статті «Математична теорія комунікації». Першочерговою метою застосування даної моделі було поліпшення технологічної комунікації, здебільшого телефонної, але згодом Вівер застосував її до всіх видів комунікації. Дана модель так само як і формула Лассвелла зосереджує увагу на акті комунікації між комунікатором та реципієнтом та складається з п'яти головних елементів:
1. Інформаційний ресурс (відправник), що продукує повідомлення;
2. Трансмітер (шифрувальник), що кодує повідомлення спеціальними сигналами, які ущільнюються для передачі через кабелі чи супутники;
3. Канал, до нього адаптується закодований сигнал для передачі інформації;
4. Прийом сигналу та перетворення його на повідомлення. Зворотній процес кодування, що забезпечує ефективний зв'язок між комунікатором та реципієнтом;
5. Отримувач (реципієнт). Кінцеве місце призначення повідомлення. На основі отриманої інформації, реципієнт дає зворотній зв'язок відправнику.

Головною відмінністю моделі Шеннона-Вівера від односпрямованої моделі Лассвелла є виділення зворотного зв'язку (реакції) реципієнта медіа-повідомлення, який може слугувати індикатором правильного отримання повідомлення. А також доданий компонент комунікаційного процесу — шум. Шум вважається дисфункціональним фактором, що може поспливати на повідомлення, коли воно пересувається медіа-каналом, в результаті чого реципієнтом може бути отримане неправильне повідомлення.
Процес комунікації відбувається наступним чином: відправник кодує повідомлення та посилає його до реципієнта через технологічні канали. Повідомлення конвертується у відповідний код, що є зрозумілим для машин та відправляється через певний медіум (канал). Реципієнт повинен декодувати повідомлення перед тим, як зрозуміти та інтерпретувати його. На основі отриманої інформації реципієнт дає зворотній зв'язок відправнику та також може здійснювати вплив на медіа.